# Chiesa di San Giorgio (Milis)
La chiesa di San Giorgio sorge nella parte nord del paese di Milis e ormai è inglobata nel centro abitato ma anticamente sorgeva in aperta campagna.
È stata costruita intorno al 1637 ed è molto modesta sia nell'architettura che nella struttura; la povertà e la modestia dei prospetti dell'edificio collocato su di una modestissima collinetta, sono incorniciati da un ambiente luminoso e da un paesaggio lussureggiante.
Il santo si festeggia il 23 aprile con falò e sfilata di cavalli.